# 덴만구

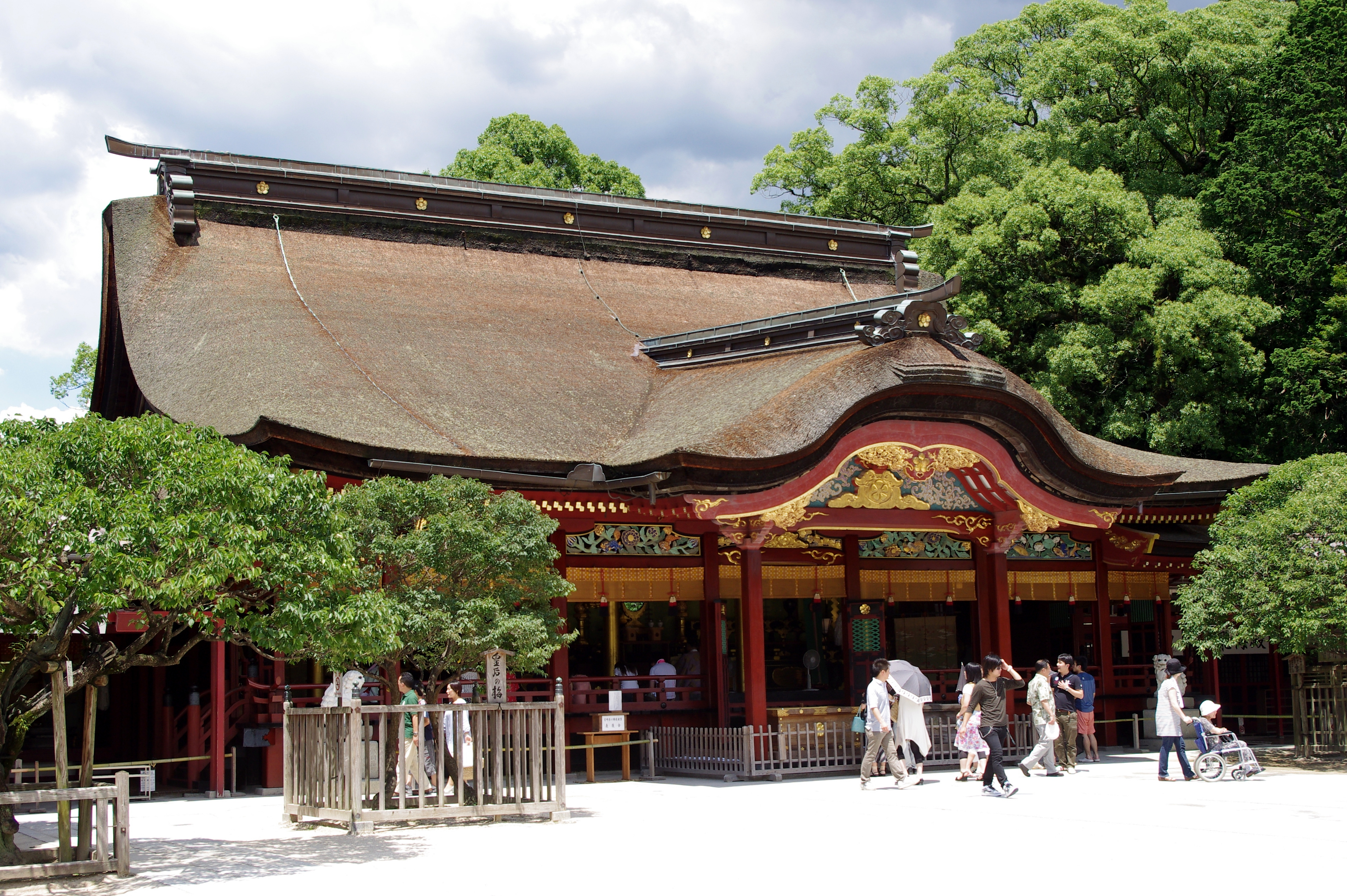
다자이후 덴만구

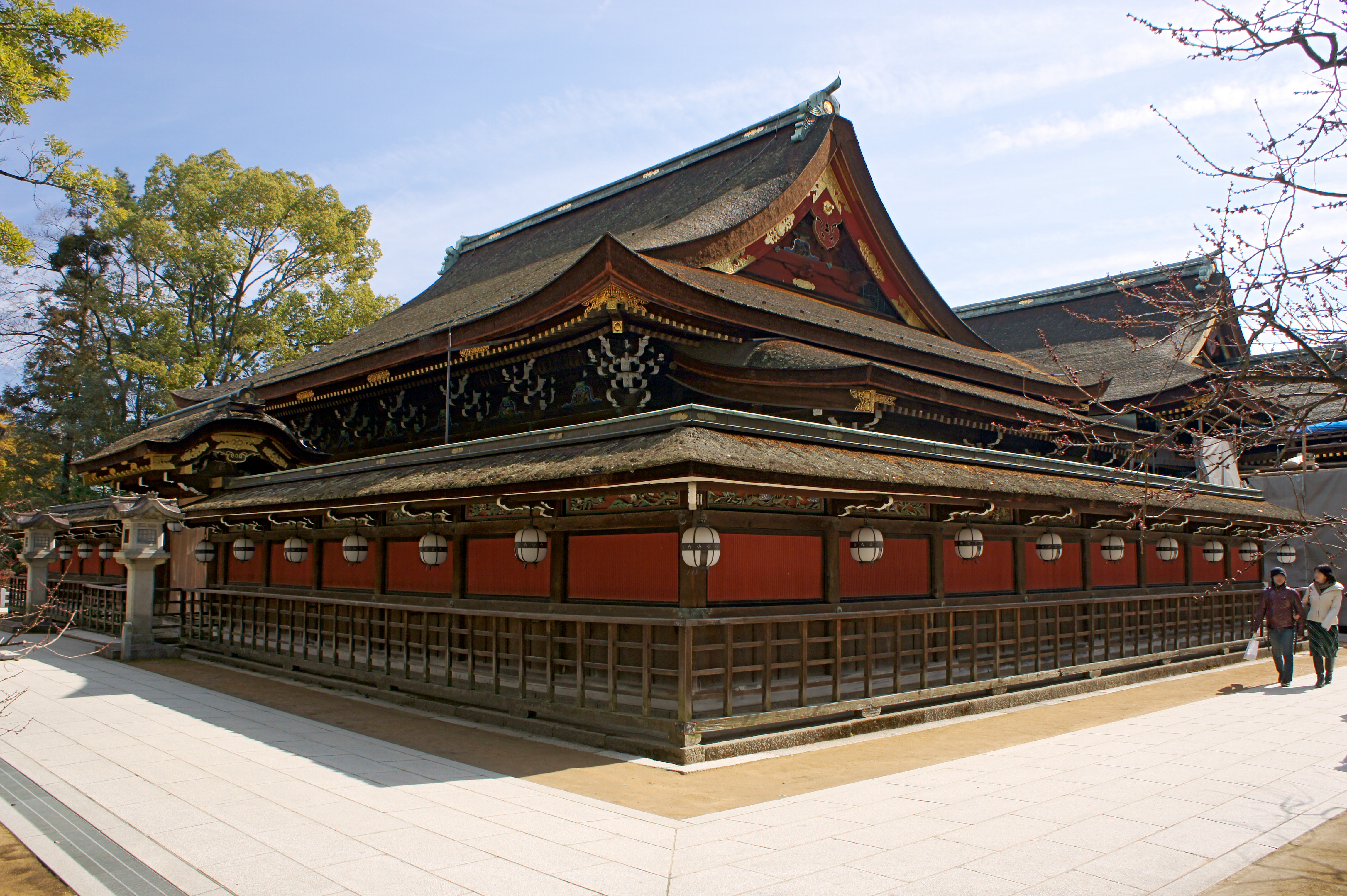
기타노 덴만구

덴만구(일본어: 天満宮)는 스가와라노 미치자네를 신으로 모시는 신사다.